# Kabinett Namphy I

Wappen von Haiti

Der Nationale Regierungsrat führte die 1964 abgeschaffte blau-rote Flagge Haitis wieder ein.

Das Kabinett Namphy I war als Nationaler Regierungsrat CNG (Conseil National de Gouvernement) die Regierung von Haiti vom 7. Februar 1986 bis zum 7. Februar 1988. Generalleutnant Henri Namphy wurde nach der Absetzung von Jean-Claude „Baby Doc“ Duvalier am 7. Februar 1986 Präsident des CNG, der das Kabinett Jean-Claude Duvalier ablöste. Am 8. Februar 1988 wurde das Kabinett Namphy I durch das Kabinett Manigat abgelöst.

## Geschichte
Der Nationale Regierungsrat CNG (Conseil National de Gouvernement) war eine Junta, die das Land zwei Jahre lang vom 7. Februar 1986 bis 7. Februar 1988 regierte, wurde kurz vor der Abreise von Jean-Claude Duvalier gegründet. Ursprünglich aus sechs Mitgliedern zusammengesetzt, wurde sie zwei Monate später auf drei Mitglieder reduziert, nachdem der einzige glaubwürdige Charakter in ihr, Maître Gérard Gourgue, ein Anwalt und Pädagoge, der während der Duvalier-Diktatur die Menschenrechtsorganisation Ligue Haïtienne des Droits Humains gegründet hatte, zurücktrat, während drei weitere Mitglieder, deren Mitgliedschaft Enttäuschung nach dem Abgang Duvaliers erregt hatte, entlassen wurden.
Die große Mehrheit des Volkes hatte auf den Abgang von Jean-Claude Duvalier und seiner Clique hingearbeitet und allen Gefahren getrotzt. Das Volk strebte daher nach weitaus besseren Lösungen als denen, die die CNG in den zwei Jahren ihrer Amtszeit vorgeschlagen hatte. Tatsächlich hatte der Rat mehrfach versucht, die ihm übertragene Macht vorübergehend an sich zu reißen. Er war wohl vorübergehend erfolgreich, sabotierte den Wahlprozess und zwang dem Volk schließlich einen Präsidenten auf, von dem er glaubte, er könne ihn manipulieren.
Wahlen fanden am 29. November 1987 statt. Der zweite Wahlgang war für den 29. Dezember 1987 vorgesehen. Nach der Verfassung Haitis von 1987 sollten der Präsident sowie die Mitglieder der Abgeordnetenkammer und des Senats gewählt werden. Die Wahlen wurden kurz nach Beginn wegen eines Massakers abgebrochen.
Die Wahlen am 17. Januar 1988 waren eine Wiederholung der abgebrochenen Wahlen, ohne dass sich an den labilen Rahmenbedingungen etwas geändert hatte. Vielmehr boykottierte die Mehrzahl der Kandidaten der 1987er Wahlen den erneuten Versuch, die Verfassungsorgane demokratisch zu besetzen. Auch boykottierten die in Opposition zum amtierenden Präsidenten stehenden politischen Gruppierungen die Parlamentswahlen, die somit von alten Anhängern Duvaliers dominiert wurden. Für den Tag vor der Wahl war durch diese Opposition ein Generalstreik ausgerufen worden. Die Wahlbeteiligung lag bei der Präsidentschaftswahl bei 35 Prozent der Wahlberechtigten. Als Sieger ging Leslie Manigat vom |Rassemblement des Démocrates Nationaux Progressistes (RDNP) hervor, auf den 534.110 Stimmen (50,2 Prozent) entfielen, während Hubert de Ronceray von der Mobilisation pour le Développement National (MDN) 209.526 Stimmen (19,7 Prozent) und Gérard Philippe Auguste vom Mouvement Ouvrier Paysan (MOP) 151.391 Stimmen (14,2 Prozent) bekamen.

## Nationaler Regierungsrat CNG(Conseil National de Gouvernement)

### Erste Zusammensetzung (7. Februar bis 21. März 1986)
- Präsident: General Henri Namphy (1932–2018)
- Mitglieder: 
  - Colonel William Regala (1937–2018)
  - Colonel Max Vallès, Entlassung am 21. März 1986
  - Colonel Prosper Avril, erzwungener Rücktritt am 21. März 1986
  - Maitre Gérard Gourgue (1925–2020), Rücktritt am 21. März 1986
  - Alix Cinéas, erzwungener Rücktritt am 21. März 1986

Der Rücktritt von Gérard Gourgue führte zu Aufruhr in dieser kleinen Gruppe. Mit der Entlassung der Obersten Max Vallès und Prosper Avril sowie Alix Cinéas wurde hastig eine neue Zusammensetzung erstellt. Der CNG hatte jedoch Zeit gehabt, zwei symbolische Maßnahmen zu ergreifen: die Wiederherstellung der blauen und roten Flagge am 17. Februar 1986 und die Auflösung der Duvalier-„Miliz der Freiwilligen der Nationalen Sicherheit“ MVSN (Milice de Volontaires de la Sécurité Nationale), der sogenannten „Tonton Macoute“, am 15. Februar 1986.

### Zweite Zusammensetzung (21. März 1986 bis 7. Februar 1988)
- Präsident: General Henri Namphy
- Mitglieder:
  - Colonel William Regala
  - Jacques François († 13. April 1987)
  - Luc Hector (18. April 1987 bis 7. Februar 1988)

### Mitglieder im Kabinett Namphy I

#### Minister(Ministres)
| Amt                                                                                            | Amtsinhaber                                                   | Beginn der Amtszeit                           | Ende der Amtszeit                             |
| ---------------------------------------------------------------------------------------------- | ------------------------------------------------------------- | --------------------------------------------- | --------------------------------------------- |
| Auswärtiges und Kulte (Affaires Etrangères et des Cultes)                                      | Jacques François Jean-Baptiste Hilaire General Hérard Abraham | 7. Februar 1986 10. März 1986 5. Januar 1987  | 10. März 1986 5. Januar 1987 7. Februar 1988  |
| Landwirtschaft und natürliche Ressourcen (Agriculture et des Ressources Naturelle)             | Montaigu Cantave Gustave Ménager                              | 7. Februar 1986 10. März 1986                 | 10. März 1986 7. Februar 1988                 |
| Handel und Industrie (Commerce et de l’Industrie)                                              | Odonel Fesnestor Léonce Thélusma Mario Célestin               | 7. Februar 1986 10. März 1986 24. März 1986   | 10. März 1986 24. März 1986 7. Februar 1988   |
| Wirtschaft und Finanzen (Economie et des Finances)                                             | Marcel Léger Leslie Delatour                                  | 7. Februar 1986 21. April 1986                | 21. April 1986 7. Februar 1988                |
| Nationale Bildung (Education Nationale)                                                        | Rosny Desroches Patrice Dalencour                             | 7. Februar 1986 5. Januar 1987                | 5. Januar 1987 7. Februar 1988                |
| Justiz (Justice)                                                                               | Gérard Gourgue François Latortue François Saint-Fleur         | 7. Februar 1986 24. März 1986 5. Januar 1987  | 24. März 1986 5. Januar 1987 7. Februar 1988  |
| Information (Information)                                                                      | Colonel Max Vallès Géneral Hérard Abraham Jacques Lorthé      | 7. Februar 1986 24. März 1986 5. Januar 1987  | 24. März 1986 5. Januar 1987 Juli 1987        |
| Inneres und Nationale Verteidigung (Intérieur et Défense nationale)                            | Colonel William Regala                                        | 7. Februar 1987                               | 7. Februar 1988                               |
| Planung (Plan)                                                                                 | Jacques Vilgrain                                              | 7. Februar 1986                               | 4. Januar 1987                                |
| Öffentliche Gesundheit und Bevölkerung (Santé Publique et de la Population)                    | Simphar Bontemps Michel Lominy Jean Verly                     | 7. Februar 1986 21. April 1986 5. Januar 1987 | 21. April 1986 5. Januar 1987 7. Februar 1988 |
| Öffentliche Arbeiten, Verkehr und Kommunikation (Travaux Publics, Transports et Communication) | Pierre Petit Colonel Jacques Joachim                          | 7. Februar 1986 14. November 1986             | 14. November 1986 7. Februar 1988             |
| Minister ohne Geschäftsbereich (Ministre sans porte-feuille)                                   | Alix Cinéas Jacques Vilgrain                                  | 7. Februar 1986 Januar 1987                   | 24. März 1986 7. Februar 1988                 |

#### Staatssekretäre(Secrétaires d’État)
| Amt                                                                                            | Amtsinhaber                                                          | Beginn der Amtszeit                                           | Ende der Amtszeit                                             |
| ---------------------------------------------------------------------------------------------- | -------------------------------------------------------------------- | ------------------------------------------------------------- | ------------------------------------------------------------- |
| Auswärtiges (Affaires Etrangères)                                                              | Fernande Balmir                                                      | 24. März 1986                                                 | 7. Februar 1988                                               |
| Soziales (Affaires sociales)                                                                   | Anthony Saint Pierre                                                 | 10. März 1986                                                 | 7. Februar 1988                                               |
| Landwirtschaft und natürliche Ressourcen (Agriculture et des Ressources Naturelle)             | Antoine Mathelier                                                    | 24. März 1986                                                 | 7. Februar 1988                                               |
| Handel und Industrie (Commerce et de l’Industrie)                                              | Mario Célestin                                                       | 7. Februar 1986                                               | 24. März 1986                                                 |
| Kulte (Cultes)                                                                                 | Lionel Leconte                                                       | 5. Januar 1987                                                | 7. Februar 1988                                               |
| Wirtschaft und Finanzen (Economie et des Finances)                                             | Fritz Viala                                                          | 7. Februar 1986                                               | 7. Februar 1988                                               |
| Nationale Bildung (Education Nationale)                                                        | Anthony Saint Pierre Patrice Dalencour Frank Paul                    | 7. Februar 1986 10. März 1986 5. Januar 1987                  | 10. März 1986 5. Januar 1987 7. Februar 1988                  |
| Information und Öffentlichkeitsarbeit (Information et Relations publiques)                     | Georges Valcin Fritz Antoine Aubelin Jolicoeur Pierre Robert Auguste | 7. Februar 1986 27. Februar 1986 24. März 1986 5. Januar 1987 | 27. Februar 1986 24. März 1986 5. Januar 1987 7. Februar 1988 |
| Inneres und Nationale Verteidigung (Intérieur et Défense nationale)                            | Général Hérard Abraham                                               | 7. Februar 1986                                               | 24. März 1986                                                 |
| Jugend und Sport (Jeunesse et Sports)                                                          | Frantz Trouillot                                                     | 7. Februar 1986                                               | 7. Februar 1988                                               |
| Justiz (Justice)                                                                               | Fritz Antoine                                                        | 24. März 1986                                                 | 7. Februar 1988                                               |
| Öffentliche Gesundheit (Santé publique)                                                        | René Duperval                                                        | 25. Januar 1987                                               | 7. Februar 1988                                               |
| Öffentliche Arbeiten, Verkehr und Kommunikation (Travaux Publics, Transports et Communication) | Jacques Riboul                                                       | 14. November 1986                                             | 7. Februar 1988                                               |

## Hintergrundliteratur
- Actes et lois du Conseil National de Gouvernement: Du 7 février 1986 au 7 février 1988. Première partie, Presses nationales, 1986, S. 2–3; 15; 34; 55; 77–77.
- Actes et lois du Conseil National de Gouvernement: Du 7 février 1986 au 7 février 1988. Deuxième partie, Presses nationales, 1986, S. 55
- Actes et lois du Conseil National de Gouvernement: Du 7 février 1986 au 7 février 1988. Troisième partie, Presses nationales, 1987, S. 18; 65